# Łukasz z Nowego Miasta
Łukasz z Nowego Miasta, Lucas Neapolitanus, Łukasz Rusin, Lucs Ruthenus de nova Civitate (ur. w Nowym Mieście, zm. przed 24 lutego 1542) – pisarz, rajca miejski w Lublinie.

## Życiorys
Pozostało niewiele informacji o jego życiu. W księgach przyjęć do Uniwersytetu Krakowskiego widnieją dwa wpisy, które mogą go dotyczyć: z 1513 (Łukasz syn Jana) i z 1515 (Łukasz syn Łukasza). Bakalaureat z artes liberales uzyskał w 1517, a magisterium w 1521. Jako docent prowadził bezpłatne zajęcia z filozofii na Wydziale Sztuk Wyzwolonych. W ich ramach omawiał Arystotelesa (O duszy, O powstawaniu i ginięciu, Etyka nikomachejska, Ekonomika), Piotra Hiszpana (Summulae logicales) i Cycerona (Sen Scypiona). Nie uzyskał jednak posady i po roku porzucił karierę uniwersytecką  
.
W 1522 wyjechał z Krakowa, ożenił się (w Sandomierzu) i osiadł w Lublinie. Rozpoczął pracę jako pisarz miejski, w 1528 został pisarzem wójtowskim (pozostał nim do 1539), w latach 1535–1537 pełnił obowiązki pisarza radzieckiego, a od 1537 był rajcą miejskim Lublina . Spisał lauda miasta Lublina (od 1408), a w latach 1532–1539 prowadził je na bieżąco .

## Twórczość
Jego jedyne znane dzieło zwarte pochodzi z 1522. To kompendium epistolograficzne Compendiosa in modum construendarum epistolarum manuductio, dedykowane rektorowi Uniwersytetu Krakowskiego, Stanisławowi Bielowi (który również pochodził z Nowego Miasta) i wzorowany był na podobnych podręcznikach: Jana Ursyna, Konrada Celtisa i Stanisława z Łowicza. Dzieło adresowane było do studentów i wykładowców uniwersyteckich i poświęcone było poprawnemu formułowaniu listów po łacinie oraz zwracało uwagę na najczęstsze błędy stylistyczne. Autor przedstawił czym jest list, jakie formy przybiera i w jakich stylach może być pisany. Opisywał również ozdabianie listów figurami retorycznymi. Uczony rozważał szeroko zagadnienie imitacji, jedno z najważniejszych w piśmiennictwie humanistycznym. Istotne znaczenie historyczne mają jego opisy tytulatury i form zwracania się do różnych osób na Uniwersytecie Krakowskim .
Do kompendium dołączony był panegiryk na cześć Stanisława Biela, autorstwa Ulricha Fabriego, wiedeńskiego humanisty, którego Łukasz prawdopodobnie spotkał w Krakowie w 1521 .

## Dzieła
- Compendiosa in modum construendarum epistolarum manuductio, pro utili scholasticorum in studio Cracoviensi commodo, per magistrum Lucam de Nova Civitate Russiae, maiori qua poterat diligentia congesta. Kraków 1522.